# Raja Bhoj International Airport
Raja Bhoj International Airport (engelska: Bhopal Airport, marathi: भोपाळ विमानतळ) är en flygplats i Indien.   Den ligger i distriktet Bhopāl och delstaten Madhya Pradesh, i den centrala delen av landet, 600 km söder om huvudstaden New Delhi. Raja Bhoj International Airport ligger 523 meter över havet.
Terrängen runt Raja Bhoj International Airport är platt. Runt Raja Bhoj International Airport är det mycket tätbefolkat, med 1 095 invånare per kvadratkilometer. Närmaste större samhälle är Bhopal, 7,6 km sydost om Raja Bhoj International Airport. Runt Raja Bhoj International Airport är det i huvudsak tätbebyggt.